# Барнет (боро)
Барнет (англ. London Borough of Barnet) — боро на півночі Великого Лондона. Частина, так званого, «Зовнішнього Лондона» — території, що не входила до 1965 року в графство Лондон.
Район був утворений 1 квітня 1965 об'єднанням районів Міддлсексу Фінчлі і Хендон і районів Гартфордширу Барнет і Східний Барнет, займає площу 86,74 км ².
Населення — 314,5 тис. осіб (2001), з них 12 % — азійського походження, 6,0 % — чорношкірі. Боро розділений на 21 виборну ділянку.
По території боро проходять гілки Північної лінії Лондонського метрополітену.
Футбольний клуб «Барнет» базується в боро, виступає в Другій футбольній лізі Англії.